# Liga Mexicana 1910/11
In 1910/11 werd het negende seizoen gespeeld van de Liga Mexicana de Football Amateur Association, de hoogste voetbalklasse van Mexico. Reforma AC werd kampioen.

## Eindstand
| Plaats | Club         | Wed. | W | G | V | Saldo | Ptn. |
| ------ | ------------ | ---- | - | - | - | ----- | ---- |
| 1.     | Reforma      | 4    | 3 | 1 | 0 | 7:2   | 7    |
| 2.     | Pachuca AC   | 4    | 1 | 2 | 1 | 3:4   | 4    |
| 3.     | British Club | 4    | 0 | 1 | 3 | 0:4   | 1    |

|  | Kampioen |

### Kampioen
| Liga Mexicana de 1910/11    |
| Mexico                      |
| --------------------------- |
| REFORMA Kampioen (5° titel) |

## Topschutters
| Speler            | Speler           | Goals | Club    |
| ----------------- | ---------------- | ----- | ------- |
| Vlag van Engeland | Claude M. Butlin | 2     | Reforma |
| Vlag van Engeland | Alfred C. Crowle | 2     | Pachuca |